# 薛晓峰
薛晓峰（1961年6月—），男，汉族，山西汾阳人，中华人民共和国政治人物。武汉大学新闻传播学院新闻系新闻学专业毕业，硕士研究生学历，博士学位。高级记者、翻译、编辑，武汉大学、湖南大学、暨南大学兼职教授。

## 生平
1977年4月参加工作，任山西省汾阳市峪道河公社知青队长。1978年10月，在吕梁师范学院英语系学习。1981年12月，任汾阳中学教师。1984年9月，在北京外国语学院英语系学习。1986年7月，任汾阳中学教导主任兼教研组长。1989年9月，在武汉大学新闻学院新闻专业研究生学习；任校研究生会联席会议主席。1991年11月加入中国共产党。
1992年7月，任经济日报工交部、特刊部记者、编辑。1994年2月，任经济日报特刊部主任助理、副刊部主任助理。1996年12月，任经济日报记者部副主任。2001年10月，任经济日报系列报社总编辑、党总支书记。2002年5月，任广州日报社总编辑、社务委员。
2004年1月，任中共广州市委宣传部副部长，广州日报社总编辑、社务委员。2004年9月，任中共广州市委秘书长。2005年8月，任中共广州市委常委、秘书长（正厅级）。2007年1月，任中共广州市委常委，广州开发区党工委书记、管委会主任，萝岗区委书记。2010年6月，任中共中山市委副书记，市政府党组书记、代市长。2011年1月，任中共中山市委书记。
2016年9月，任中央人民政府驻澳门特别行政区联络办公室副主任。2020年1月15日，当选为政协第十二届广东省委员会副主席。2023年1月13日，卸任广东省政协副主席职务。